# 短须鳗鲇
短须鳗鲇（学名：Plotosus brevibarbus）为鳗鲇科鳗鲇属的鱼类。在中国，分布于南海北部湾等。该物种的模式产地在北部湾。